# Melitón Simois
Melitón Simois (San Bautista, mayo de 1884 - Canelones, 22 de septiembre de 1964) fue un poeta, periodista y político uruguayo.

## Biografía
Fue redactor de los periódicos El Baluarte, Nuevos Rumbos y La Razón de Canelones, así como también de La Chispa de Santa Rosa. Asimismo, su labor periodística lo llevó a dirigir el diario El Derecho de Melo.
Publicó tres libros de poesía y fue colaborador de revistas de varios países. Integró, junto a Eudoro Melo, Atahualpa del Cioppo y Froilán Vázquez Ledesma (h) entre otros, una generación de escritores nacida en Canelones en la primera mitad del siglo XX.
El 19 de enero de 1920 integró el primer Consejo de Administración de Canelones, tarea para la cual sería reelecto 3 años después, cumpliendo funciones hasta 1926.

## Obras
- Flores de otoño (1915)
- Póstumas (1917)
- El remanso (1935)